# Roggenhouse
Roggenhouse (Duits: Roggenhausen) is een gemeente in het Franse departement Haut-Rhin (regio Grand Est) en telt 453 inwoners (2005). De plaats maakt deel uit van het arrondissement Thann-Guebwiller.

## Geografie
De oppervlakte van Roggenhouse bedraagt 6,5 km², de bevolkingsdichtheid is 69,7 inwoners per km².
De onderstaande kaart toont de ligging van Roggenhouse met de belangrijkste infrastructuur en aangrenzende gemeenten.

## Demografie
Onderstaande figuur toont het verloop van het inwonertal (bron: INSEE-tellingen).